# Relations entre la Bulgarie et la Macédoine du Nord
Les relations entre la Bulgarie et la Macédoine du Nord sont des relations internationales entre deux pays d'Europe, soit la république de Bulgarie et la république de Macédoine du Nord.

## Relations
Historiquement, de nombreux Bulgares sont présents dans la région de Stroumitsa en Macédoine du Nord. Pendant ce temps, jusqu'en 1913, la majorité de la population slave de Macédoine était d'identité bulgare. 
Durant la Seconde Guerre mondiale, la grande partie de la Macédoine grecque et yougoslave sont annexés par la Bulgarie, et les slaves locaux étaient considérés comme des macédoniens bulgares,. Un peu plus tard, le processus de la formation d'une identité macédonienne fait un essor. 
Après 1944, la république populaire de Bulgarie et la république socialiste fédérale de Yougoslavie commencent à faire de la Macédoine le lien dans l'établissement de la Fédération balkanique et stimule une conscience nationale macédonienne. Cela causera, même si la république de Macédoine se sépare de la Yougoslavie dans la décennie 1990, des controverses et disputes avec la Bulgarie.
Des lois sur la bonne entente entre les deux pays ont été faits le 22 février 1999 et réaffirme avec un mémorandum le 22 janvier 2008 à Sofia.
Le ministre de la politique étrangère de la république de Macédoine, Nikola Poposki, annonce en 2012 désirer améliorer les relations avec la Bulgarie.
Après la formation d'un nouveau gouvernement de coalition entre le parti social-démocrate SDSM et celui des minorités albanaises BDI en mai 2017, un accord de bon voisinage est signé le 1er août 2017 entre le premier ministre macédonien Zoran Zaev et son homologue bulgare Boïko Borissov. Il prévoit entre autres une coopération accrue entre les deux États, ainsi que le soutien de la Bulgarie pour l'adhésion de la Macédoine du Nord à l'Union européenne et à l'Organisation du traité de l'Atlantique nord.
Cependant, en 2020, la procédure d'adhésion de la Macédoine du Nord à l'Union européenne est bloqué par la Bulgarie qui ne reconnait pas le macédonien comme une langue indépendante, mais comme un dialecte du bulgare. La Bulgarie s'oppose à la reconnaissance d'une langue macédonienne dû à la présence d'une minorité macédophone dans le pays que le pays classifie comme étant bulgare.